# Devil Soldier
Devil Soldier (～戦慄の奇跡～?, DEVIL SOLDIER) è un album discografico del gruppo musicale giapponese Loudness, pubblicato nel 1982 dalla Nippon Columbia.

## Il disco
Pubblicato a pochi mesi dall'esordio discografico del gruppo, fu registrato con l'ausilio di tecnici provenienti dagli Stati Uniti a causa della scarsità di personale giapponese specializzato. Fu premiato come miglior album heavy metal giapponese dell'anno 1982.

## Tracce
1. Lonely Player – 4:51
2. Angel Dust – 4:52
3. After Illusion – 6:00
4. Girl – 2:34
5. Hard Workin' – 3:30
6. Loving Maid – 4:55
7. Rock the Nation – 3:24
8. Devil Soldier – 7:09

## Formazione
- Minoru Niihara - voce
- Akira Takasaki - chitarra
- Masayoshi Yamashita - basso
- Munetaka Higuchi - batteria